# Alfabeto vietnamita
L'alfabeto vietnamita (in vietnamita quốc ngữ; lett. "lingua nazionale"; in chữ Nôm: 国语) è il moderno sistema di scrittura della lingua vietnamita.
È basato sulla scrittura latina (nello specifico, l'alfabeto portoghese usato dai missionari gesuiti portoghesi e dai missionari e colonizzatori francesi) con alcuni digrafi e aggiunte di nove segni per l'accento o segni diacritici, quattro di essi per creare suoni aggiuntivi, e altri cinque per indicare i toni di ogni parola. I molti diacritici, spesso due sulla stessa lettera, rendono facilmente riconoscibile la scrittura vietnamita.
Svariate tabelle introducono i suoni e la grafia dell'alfabeto vietnamita. In fondo all'intero articolo si trova la descrizione precisa e puntuale della pronuncia in vietnamita.

## Nomi delle lettere e pronuncia in IPA del nome
| Lettera | Nome della lettera           | IPA        |
| ------- | ---------------------------- | ---------- |
| A a     | a                            | /aː˧/      |
| Ă ă     | á                            | /aː˧˥/     |
| Â â     | ớ                            | /əː˧˥/     |
| B b     | bê; bờ                       | /ɓe˧/      |
| C c     | xê; cờ                       | /se˧/      |
| D d     | dê; dờ                       | /ze˧/      |
| Đ đ     | đê; đờ                       | /ɗe˧/      |
| E e     | e                            | /ɛ˧/       |
| Ê ê     | ê                            | /e˧/       |
| G g     | giê; gờ; ghê                 | /ʒe˧/      |
| H h     | hắt; hờ                      | /hat˧˥/    |
| I i     | i; i ngắn                    | /i˧/       |
| K k     | ca                           | /kaː˧/     |
| L l     | e-lờ; lờ                     | /ɛ˧ləː˧˩/  |
| M m     | em-mờ;em; mờ                 | /ɛm˧məː˧˩/ |
| N n     | en-nờ; en; nờ                | /ɛn˧nəː˩/  |
| O o     | o                            | /ɔ˧/       |
| Ô ô     | ô                            | /o˧/       |
| Ơ ơ     | ơ                            | /əː˧/      |
| P p     | pê; pờ; bê phở (colloquiale) | /pe˧/      |
| Q q     | cu; quy; quờ                 | /ku˧/      |
| R r     | e-rờ; rờ                     | /ɛ˧ʐəː˧˩/  |
| S s     | ét; sờ; xờ mạnh; xờ nặng     | /ɛt˧˥/     |
| T t     | tê; tờ                       | /te˧/      |
| U u     | u                            | /u˧/       |
| Ư ư     | ư                            | /ɨ˧/       |
| V v     | vê, vờ                       | /ve˧/      |
| X x     | ích; xờ; xờ nhẹ              | /ik˧˥/     |
| Y y     | i dài; i-cờ-rét              | /i˧zaːj˧˩/ |

Nominare b come 'bê bò' e p come 'bê phở' evita la confusione in alcuni dialetti o in certi contesti; lo stesso vale per s 'xờ mạnh (nặng)' e x 'xờ nhẹ', i 'i ngắn' e y 'i dài'. Q, q è sempre seguita da u in tutte le parole, e.g. quang (luce), quần (pantaloni), quyến rũ (attrarre), ecc.

## Introduzione generica alle consonanti
Buona parte dell'alfabeto deriva dal portoghese, anche se l'uso di gh e gi proviene dall'italiano, come in ghetto e Giuseppe; mentre c/k/qu sono prese da greco e latino, come in canis, kinesis, quo vadis. Alcune consonanti vengono pronunciate in modo differente nel sud e nel nord del Paese.
|               |               | Bilabiali | Alveolari | Retroflesse | Palatali  | Velari     | Glottali |
| ------------- | ------------- | --------- | --------- | ----------- | --------- | ---------- | -------- |
| Occlusive     | sorde         | p [p]     | t [t]     | tr [tʂ~ʈ]   | ch [c~tɕ] | c/k/q [k]  |          |
| Occlusive     | aspirate      |           | th [tʰ]   |             |           |            |          |
| Occlusive     | sonore        | b [ɓ]     | đ [ɗ]     |             |           |            |          |
| Fricative     | sorde         | ph [f]    | x [s]     | s [ʂ]       |           | kh [x]     | h [h]    |
| Fricative     | sonore        | v [v]     | gi [z]    | r [ʐ~ɹ]     | d [z~j]   | g/gh [ɣ]   |          |
| Nasali        | Nasali        | m [m]     | n [n]     |             | nh [ɲ]    | ng/ngh [ŋ] |          |
| Approssimanti | Approssimanti | u/o [w]   | l [l]     |             | y/i [j]   |            |          |

L'occlusiva velare sorda (la nostra C dura) è trascritta con k, c e q ma tutte e tre le lettere rappresentano lo stesso fonema. Tutti i dialetti usano la stessa scrittura, ma la pronuncia delle consonanti può variare da un dialetto all'altro.
| Grafemi | A inizio parola | A inizio parola | A fine parola | A fine parola | Note |
| Grafemi | Settentrionale  | Meridionale     | Settentrionale | Meridionale   | Note |
| ------- | --------------- | --------------- | --- | ------------- | --- |
| B b     | ɓ               | ɓ               | |               | È una /b/ implosiva. |
| C c     | k               | k               | k | k             | ⟨k⟩ viene usata quando precede ⟨i y e ê⟩. ⟨qu⟩ viene usato al posto di ⟨co cu⟩ in presenza della semivocale /w/. Indica una k͡p a fine parola quando segue le vocali arrotondate ⟨u ô o⟩. |
| Ch ch   | t͡ɕ              | t͡ɕ              | /ʲk/ | t             | Vi sono molteplici pronunce possibili quando la ⟨ch⟩ si trova a fine parola |
| D d     | z               | j               | |               | Nel vietnamita del Settecento, ⟨d⟩ si pronunciava ð. La distinzione tra ⟨d⟩ e ⟨gi⟩ è puramente etimologica nella maggior parte dei dialetti moderni                                      |
| Đ đ     | ɗ               | ɗ               | /d/ di dente. |               | |
| G g     | ɣ               | ɣ               | /g/ di gatto senza contatto tra organi. |               | |
| Gh gh   | ɣ               | ɣ               | L'uso di ⟨gh⟩ al posto di ⟨g⟩ prima delle vocali ⟨i e ê⟩ è simile all'italiano. ⟨g⟩ non è ammessa in questi casi                                                                           |               | |
| Gi gi   | z               | j               | Nel vietnamita settecentesco, ⟨gi⟩ era pronunciata ʝ. La distinzione tra ⟨d⟩ e ⟨gi⟩ è puramente etimologica nella maggior parte dei dialetti moderni. Si usa la ⟨g⟩ prima di un'altra ⟨i⟩. |               | |
| H h     | h               | h               | Nel Vietnam meridionale normalmente non si pronuncia se è seguita da una w, ad eccezione di alcuni casi                                                                                    |               | |
| K k     | k               | k               | Si usa al posto della ⟨c⟩ prima di ⟨i y e ê⟩ in casi specifici. |               | |
| Kh kh   | x               | kʰ              | Come nel tedesco Buch |               | |
| L l     | l               | l               | Come in italiano. |               | |
| M m     | m               | m               | m | m             | Come in italiano. |
| N n     | n               | n               | n | ŋ             | Nel vietnamita meridionale, la ⟨n⟩ a fine parola si pronuncia ŋ se non segue ⟨i ê⟩. |
| Ng ng   | ŋ               | ŋ               | ŋ | ŋ             | Si pronuncia ŋ͡m a fine parola quando segue le vocali ⟨u ô o⟩. |
| Ngh ngh | ŋ               | ŋ               | |               | Si usa al posto di ⟨ng⟩ quando precede ⟨i e ê⟩, come per ⟨gh⟩. |
| Nh nh   | ɲ               | ɲ               | /ʲŋ/ | n             | Vi sono molteplici pronunce possibili quando ⟨nh⟩ si trova a fine parola |
| P p     |                 |                 | p | p             | Viene usata soprattutto in parole di origine straniera; molti vietnamiti non riescono a pronunciare il suono "p", che spesso viene pronunciato "b"                                       |
| Ph ph   | f               | f               | |               | Nel vietnamita settecentesco, ⟨ph⟩ era pronunciata pʰ |
| Qu qu   | kʷ              | w               | Si usa al posto della ⟨co cu⟩ nel caso segua la semivocale /w/. In alcuni casi viene pronunciata kʷ in Vietnam meridionale                                                                 |               | |
| R r     | z               | ʐ o r           | Viene talvolta pronunciata ɹ in parole di origine straniera o nel vietnamita meridionale informale                                                                                         |               | |
| S s     | s               | ʂ               | Nel vietnamita settecentesco, ⟨s⟩ era pronunciata ʂ. |               | |
| T t     | t               | t               | t | k             | Nel vietnamita meridionale, se la ⟨t⟩ si trova a fine parola viene pronunciata k a meno che non sia preceduta dalle vocali ⟨i ê⟩.                                                        |
| Th th   | tʰ              | tʰ              | |               | /t/ con aspirazione. |
| Tr tr   | t͡ɕ              | ʈ͡ʂ              | Simile a ciao. |               | |
| V v     | v               | j               | Nel vietnamita meridionale era rappresentata con una speciale b, ⟨ꞗ⟩, ed era pronunciata β. Nel caso di parole di origine straniera viene a volte pronunciata v nel vietnamita meridionale |               | |
| X x     | s               | s               | Nel vietnamita settecentesco, ⟨pronunciata ɕ⟩. |               | |

## Vocali, dittonghi e trittonghi
Come molte altre lingue del sud-est asiatico, il vietnamita ha diverse vocali. Quelle anteriori, centrali e aperte (i, ê, e, ư, â, ơ, ă, a) non sono arrotondate, mentre quelle posteriori (u, ô, o) sono arrotondate. Vi sono anche diversi dittonghi e trittonghi.
|            | Anteriori      | Centrali       | Posteriori     |
| ---------- | -------------- | -------------- | -------------- |
| Chiuse     | i [i]          | ư [ɨ]          | u [u]          |
| Semichiuse | ê [e]          | â [ə] / ơ [əː] | ô [o]          |
| Semiaperte | e [ɛ]          | â [ə] / ơ [əː] | o [ɔ]          |
| Aperte     | ă [a] / a [aː] | ă [a] / a [aː] | ă [a] / a [aː] |

### Dittonghi e trittonghi
| Suono      | Grafia                             | Suono                         | Grafia                            |
| Dittonghi  | Dittonghi                          | Dittonghi                     | Dittonghi                         |
| ---------- | ---------------------------------- | ----------------------------- | --------------------------------- |
| /uj/       | ui                                 | /iw/                          | iu                                |
| /oj/       | ôi                                 | /ew/                          | êu                                |
| /ɔj/       | oi                                 | /ɛo/                          | eo                                |
| /əːj/      | ơi                                 |                               |                                   |
| /əj/       | ây, è in ⟨ênh⟩ /əjŋ/ e ⟨êch⟩ /əjk/ | /əw/                          | âu, ô in ⟨ông⟩ /əwŋ/ e ⟨ôc⟩ /əwk/ |
| /aːj/      | ai                                 | /aːw/                         | ao                                |
| /ɐj/       | ay, a in ⟨anh⟩ /ɐjŋ/ e ⟨ach⟩ /ɐjk/ | /ɐw/                          | au, o in ⟨onɡ⟩ /ɐwŋ/ e ⟨oc⟩ /ɐwk/ |
| /ɨj/       | ưi                                 | /ɨw/ solitamente al nord /iw/ | ưu                                |
| /iə/       | ia, ya, iê, yê                     | /uə/                          | ua                                |
| /ɨə/       | ưa                                 | /ɨəː/                         | ươ                                |
| /uo/       | uô                                 | /uiː/                         | uy                                |
| Trittonghi |                                    |                               |                                   |
| /iəw/      | iêu, yêu                           | /uoj/                         | uôi                               |
| /ɨəːj/     | ươi                                | /ɨəːw/                        | ươu                               |

## Nomi e diacritici dei toni
| Nome       | Contorno con nome in inglese | Diacritico    | Vocali con diacritici                                      |
| ---------- | ---------------------------- | ------------- | ---------------------------------------------------------- |
| Ngang/Bằng | mid level, ˧                 | non segnato   | A/a, Ă/ă, Â/â, E/e, Ê/ê, I/i, O/o, Ô/ô, Ơ/ơ, U/u, Ư/ư, Y/y |
| Huyền      | low falling, ˨˩              | accento grave | À/à, Ằ/ằ, Ầ/ầ, È/è, Ề/ề, Ì/ì, Ò/ò, Ồ/ồ, Ờ/ờ, Ù/ù, Ừ/ừ, Ỳ/ỳ |
| Hỏi        | dipping, ˧˩˧                 | hook/gancio   | Ả/ả, Ẳ/ẳ, Ẩ/ẩ, Ẻ/ẻ, Ể/ể, Ỉ/ỉ, Ỏ/ỏ, Ổ/ổ, Ở/ở, Ủ/ủ, Ử/ử, Ỷ/ỷ |
| Ngã        | glottalized rising, ˧˥ˀ      | tilde         | Ã/ã, Ẵ/ẵ, Ẫ/ẫ, Ẽ/ẽ, Ễ/ễ, Ĩ/ĩ, Õ/õ, Ỗ/ỗ, Ỡ/ỡ, Ũ/ũ, Ữ/ữ, Ỹ/ỹ |
| Sắc        | high rising, ˧˥              | accento acuto | Á/á, Ắ/ắ, Ấ/ấ, É/é, Ế/ế, Í/í, Ó/ó, Ố/ố, Ớ/ớ, Ú/ú, Ứ/ứ, Ý/ý |
| Nặng       | glottalized falling, ˧˨ˀ     | puntino sotto | Ạ/ạ, Ặ/ặ, Ậ/ậ, Ẹ/ẹ, Ệ/ệ, Ị/ị, Ọ/ọ, Ộ/ộ, Ợ/ợ, Ụ/ụ, Ự/ự, Ỵ/ỵ |

## Pronuncia puntuale in vietnamita
Di seguito la Pronuncia puntuale in vietnamita (varietà conservativa di Saigon/Ho Chi Minh City; varietà di Hanoi) con note in Vietnamita Medio.
| Lettera     | Trascriz. IPA | Spiegazione |
| ----------- | ------------- | --- |
| a           | /a:/          | È una "a" di albero, con allungamento vocalico (segnalato in IPA da due punti) e più o meno aperta in base al parlante. Nei dittonghi/nuclei di sillaba "ua, ưa, ia", in cui compare in fondo, si defonologizza in una vocale neutra/schwa trascritta con /ə̯/. La schwa si ottiene immaginando di declamare le consonanti dell'alfabeto ("a, bi, ci, di, e, effe, gi...") senza il nome completo delle consonanti ("a, b, c, d, e, f, g..."). Oltre a "ua, ưa, ia", gli altri dittonghi in cui appare sono "ai, ao /a:u̯/, au, ay (/ai̯/, l'unico caso in cui è breve)". |
| ă           | /ă/           | È una "a" di albero, pronunciata breve e sfuggita. Compare sempre in sillaba chiusa da uno stop senza rilascio udibile di suono, spiegati più avanti, o da una coda nasale: ăc, ăm, ăn, ăng, ăp, ăt. |
| ê           | /e/           | È una "e" di elemento, vocale chiusa. In "iê/yê", cioè nel dittongo in cui compare in fondo o è seguita da un'altra vocale ancora, si defonologizza in una schwa breve /ə̆/). Il secondo dittongo in cui compare è "êu". |
| e           | /ɛ/           | È una "è" di bebè, vocale aperta. Compare nel dittongo "eo" /eu/. |
| i, y        | /i/           | È una "i" di piccolo, vocale chiusa. Riguardo alla scelta di come scriverla, tolti dittonghi come "ay" e "uy" e il fatto che in isolamento e a inizio sillaba la vocale si scrive "y", lo spelling in tutti gli altri casi è perlopiù libero. Può formare anche i dittonghi in /j/-). I dittonghi sono: ia, ya, iê (schwa), yê (schwa), iêu (schwa), yêu (schwa), iu. |
| ô           | /o/           | È una "o" di molto, vocale arrotondata/procheila chiusa. Una vocale si dice arrotondata se si pronuncia con le labbra arrotondate in un cerchiolino. Il dittongo in cui compare è "ôi". |
| oo, ôô      | /o:/          | È una "o" di volo, vocale arrotondata chiusa e lunga. Da qui si ricava come il circonflesso indichi sempre una vocale chiusa. |
| o           | /ɔ/           | È una "o" di tolto, arrotondata ma aperta. In "ao, eo" muta in /u̯/, come nel cinese mandarino "ao" pronunciato con le varietà fonetiche del nord). Dittonghi: oi, oă /wa/, oa /wa:/, oe /we/. Quindi la "o" senza diacritici muta sempre se in combinazione con altre vocali e semivocali e viene colpita da innalzamento vocalico, mutando in /u, w/. |
| u           | /u/, /w/      | È una "u" di ultimo, vocale arrotondata chiusa. Può formare dittonghi /w/- siccome è anche semivocale. I dittonghi e trittonghi in cui compare sono "uy, ui, ua, uô, uôi, uơ, uê, uya, uyê, uyu". |
| ư           | /ɨ/~/ɯ/       | È una "i" di piccolo, ma non è una vocale anteriore, bensì centrale. Il suono si approssima pronunciando una /i/ con una penna in mezzo ai denti, come un cane che tiene un osso tra le fauci. Altri parlanti la pronunciano /ɯ/, un suono presente pure in giapponese moderno, coreano e thailandese: è una "u" di ultimo ma con le labbra rilassate, non arrotondate. I dittonghi sono "ưa, ươ, ưu, ưi, ươi, ươu". |
| ơ           | /ə/           | È una schwa. I dittonghi sono "ơi, ơu (arcaico)". Lo stesso suono a livello fonetico si trova in iê/yê, ua, ưa, ia, tale per cui si può pensare come una /a/ o una /e/ defonologizzata. |
| â           | /ə̆/           | È una schwa breve ed è sempre presente in sillaba chiusa da stop senza rilascio udibile di suono: âc, âm, ân, âng, âp, ât. In più, è presente nei dittonghi "âu, ây". |
| b           | /ɓ/           | È una "b" di balena, consonante sonora. Una consonante si dice sonora se il palmo della mano intorno alla gola sente le vibrazioni delle corde vocali durante la pronuncia. Si paragonino "ffff" e "ssss" a "mmmm" e "vvvvv". In più, il piegamento in alto nella trascrizione IPA segnala che è pure implosiva (i suoni implosivi compaiono pure in swahili e hausa): le implosive sono consonanti sonore introdotte da una sorta di deglutizione pronunciata con la glottide, cioè una valvola in fondo alla gola che si individua tossicchiando e tenendo il velo palatino/parte morbida del palato in zona uvulare contratto, ostruendo la cavità nasale. Anticamente, questa consonante non era implosiva. |
| c, k, q(u)- | /k/           | È una "c" di cane, consonante sorda. Davanti a "u", per ricalcare la grafia portoghese (i missionari gesuiti che confezionarono un alfabeto per il vietnamita erano portoghesi. Si pensi per esempio ad Alexander de Rhodes, autore del Dictionarivm Annamiticvm trilingue pubblicato nel 1651. I francesi conservarono quest'alfabeto, osservabile per esempio nel dizionario di Pigneau de Behaine del 1773 e pubblicato nel 1838). |
| kh          | /x/           | È una "c" di cane sorda e senza contatto tra organi. Anticamente era una */kʰ/, cioè una "c" di cane sorda e con aspirazione, cioè accompagnata da uno sbuffo d'aria. Nel sud sporadicamente si può ancora sentire la pronuncia arcaica in Vietnamita Medio. |
| ch          | /c/~/t͡ɕ/      | È una "c" di cane fortemente palatalizzata, cioè con il dorso della lingua spinto in avanti. La posizione si trova pronunciando alla massima velocità "ke-ki-ke-ki-ke-ki-ke-ki" lasciando la lingua libera di muoversi. Nella pronuncia di Hanoi, si è modificata a causa di una palatalizzazione ancora più forte, siccome diventa una "ci" di ciao sorda e pronunciata con la lingua già in posizione di "gni" di gnomo. |
| -c, -ch     | /k̚/           | A fine sillaba (le sillabe sono scritte tutte separate l'una dall'altra) è uno stop senza rilascio udibile di suono. Simili suoni sono presenti pure in coreano, thailandese, dialetto cantonese, dialetti hokkien (famiglia Minnan, anch'essa conservativa) e Primo Cinese Medio (da cui discende il Proto-Yue, famiglia a cui appartiene il cantonese standard), che a sua volta li eredita dall'Old Chinese (da cui discende direttamente il Proto-Min). Per capire cosa siano, si immagini la parola "pacato": in italiano, dopo la prima /a/ il dorso della lingua si avvicina alla parte tondeggiante del palato per poi staccarsi e pronunciare la consonante sorda /k/ e subito dopo la seconda /'a/ con accento tonico. Ebbene, la consonante senza rilascio udibile di suono è un suono tale per cui la lingua interrompe la prima /a/ toccando il palato senza più fare nient'altro: non si sente la /k/ di rilascio, la seconda /a/ e il resto della parola. Dopo -i, -ê cambia solo l'ortografia, che è "-ich, -êch". |
| Đ, đ        | /ɗ/           | È una "d" di dente, consonante sonora e implosiva. Si noti il trattino sulla lettera, che indica il contatto tra organi. Anticamente non era implosiva. |
| d           | /j/~/z/       | È una "i" di iena, semivocale nella pronuncia del sud (e.g. Saigon). Nelle parole sino-vietnamite, deriva da un'antica */j/ in Primo Cinese Medio. L'utilizzo di questa lettera deriva dal fatto che Alexander de Rhodes ha trascritto il suono nella pronuncia seicentesca ad Hanoi, nel nord: era mutata in */ð/, che oggi si pronuncia /z/. Il primo suono è una "d" di dente sonora ma interdentale, cioè con la punta della lingua in mezzo alle due arcate dentarie, come nell'inglese "that"; il secondo è una "s" di senza sonorizzata (cioè con l'aggiunta delle vibrazioni delle corde vocali). In alternativa, si può pensare come una "z" di zanzara sonorizzata (come nel Norditalia) ma senza contatto tra organi. |
| g           | /ɣ/           | È una "g" di gatto, sonora e senza contatto tra organi. In -ghi-, -ghe-, -ghê- cambia grafia per adattarsi all'ortografia portoghese e cambia pure la pronuncia, siccome oggi per effetto delle vocali anteriori si palatalizza in /z/ (un fenomeno analogo avviene in italiano e altre lingue straniere). Anticamente, il suono era palatalizzato ma assomigliava molto a /ɣ/: era */ʝ/, cioè la /ɣ/ pronunciata in posizione palatalizzata, trovata pronunciando alla massima velocità "ghe-ghi-ghe-ghi-ghe-ghi" lasciando la lingua libera di muoversi. |
| h           | /h/           | È un'aspirazione sorda, come nell'inglese "have". Davanti alla /o/ si plasma e accomoda in una /x/, cioè una "c" di cane sorda e senza contatto tra organi. Attenzione ai digrafi. |
| l           | /l/           | È una "l" di leva, consonante sonora. |
| m           | /m/           | È una "m" di mano, consonante sonora. |
| n           | /n/           | È una "n" di nave, consonante sonora. Nelle zone rurali del nord la N e L convergono in pronuncia in /l/. |
| ng, -ng     | /ŋ/           | È una "n" di panca, consonante nasale sonora (per ottenere il suono bisogna togliere la /k/ di rilascio. Si pensi all'inglese "king"). Nelle combinazioni -nghe-, -nghi- cambia solo in ortografia. |
| nh, -nh     | /ɲ/           | È una "gni" di gnomo, consonante sonora. Può trovarsi a inizio e fine sillaba. |
| p           | /p/~/b/       | È una "p" di palla, reperibile solo in prestiti. I vietnamiti che per qualunque motivo non sanno pronunciarla possono approssimarla in una "b" di balena, cioè la sonorizzano. Una simile mutazione avviene anche con svariati parlanti di arabo. |
| -p          | /p̚/           | È uno stop senza rilascio di suono udibile in cui le due labbra si serrano interrompendo la vocale. Si può immaginare come una "p" di ape ma senza più il rilascio e il resto della parola, nella misura in cui la -c/ch è una "c" di eco pronunciata in modo analogo. |
| ph          | /f/~/ɸ/       | È una "f" di farfalla, consonante sorda. In alcune zone si sente come una "f" non labiodentale, cioè senza contatto degli incisivi dell'arcata superiore con il labbro inferiore. Si sente cioè una "f" soffiata presente pure in giapponese, greco e hausa. In casi sporadici, nelle zone rurali del nord si sente /pʰ/, che era pure la pronuncia originale a cui peraltro l'ortografia è vicina: era una "p" di palla sorda e aspirata. |
| r           | /ɾ/~/ɹ/; /ʐ/  | È una "r" di arare, sonora e monovibrante (non polivibrante come in parco o carro). Altri parlanti la pronunciano senza vibrazioni e contatto tra organi, come nell'inglese "crime". La seconda pronuncia, diffusa nel nord (e.g. Hanoi), è oggi quella di una /z/ retroflessa/cacuminale: i suoni retroflessi, presenti pure in cinese standard, thailandese, russo, hindi, urdu e bengali, si pronunciano con la lingua piegata all'indietro, verso la parte tondeggiante del palato. Nelle zone rurali del sud, la G e la R convergono in pronuncia in /ɣ/. |
| s           | /ʂ/; /s/      | È una "s" di senza, sorda e retroflessa fin dai tempi antichi. Nella varietà del nord (Hanoi) perde la retroflessione, mutando in una comune /s/. |
| t           | /t/           | È una "t" di tavolo, consonante sorda. |
| -t          | /t̚/           | È l'ultima delle tre occlusive senza rilascio udibile di suono, in cui stavolta la punta della lingua in zona dentale interrompe la vocale (non il dorso, non le labbra). Si può pensare come una "t" di atomo ma senza più il rilascio e il resto della parola. |
| th          | /tʰ/          | È una "t" di tavolo, sorda e con aspirazione. |
| tr          | /ʈ/~/t͡ɕ/      | È una "t" di tavolo, sorda e retroflessa. Tutto il suono può essere fuorviante ortograficamente perché è un digrafo. La "r" come esponente grafico per retroflettere si trova pure nella trascrizione Baxter (2011) del Primo Cinese Medio. Nella pronuncia di Hanoi oggi muta totalmente, perdendo la retroflessione e diventando una "ci" di ciao sorda e fortemente palatalizzata. |
| v           | /v/           | È una "v" di vela, consonante sonora. In questa consonante convergono un'antica semivocale chiusa arrotondata */w/, alcune sillabe che in Primo Cinese Medio iniziavano per */mj/- (Baxter, 2011) e che subiscono una caduta del suono in cinese standard (viene ritenuto in giapponese, coreano e dialetto cantonese) e un'antica */β/, rappresentata con una lettera a sé, una "b" con uno svolazzo in basso usata da de Rhodes. Quest'ultimo suono, presente per esempio nel moderno spagnolo, è una "b" di balena sonora ma senza contatto tra le labbra. |
| x           | /s/           | È una "s" di senza, consonante sorda. Anticamente, il suono era */ɕ/, presente pure in giapponese, coreano e cinese standard ed è una /s/ palatalizzata, cioè pronunciata con la punta della lingua già in posizione di "gn" di gnomo. |
| - - -       | /ʔ/           | È uno stacco glottale/colpo di glottide, non reso per iscritto in vietnamita ma presente se una sillaba inizia per vocale. Lo stacco glottale si può immaginare come un lieve colpetto di tosse ed è presente pure in thailandese, arabo e hausa. In vietnamita molto antico, era presente pure a fine sillaba. In questa posizione, si poteva trovare pure un'antica *-s. Anche in Old Chinese esistevano questi due suoni a fine sillaba. La caduta di entrambe le consonanti sono all'origine della nascita dei toni (tonogenesi) in vietnamita e cinese: dalla caduta dello stacco glottale a fine sillaba è nata un'intonazione crescente, mentre dalla caduta (preceduta da un'eventuale lenizione in /h/) della *-s deriva un'intonazione decrescente. In Primo Cinese Medio, per esempio, il quadro tonale prevedeva un tono piano/piatto, crescente, decrescente e un'intonazione breve e sfuggita a causa dei tre stop senza rilascio di suono, detta "tono entrante" (gli stop *-p, *-t, *-k sono ritenuti in cantonese e in svariati Minnan, che include gli hokkien. Dal Primo Cinese Medio, sono ritenuti in vietnamita e coreano, mentre in giapponese sono stati adattati con l'aggiunta di una vocale dopo, e.g. 學/学 *haewk > gaku, "studiare". Come già detto, simili lingue conservative, incluso il vietnamita con la pronuncia conservativa di Saigon o storica registrata dai dizionari antichi, si possono utilizzare per ricostruire e studiare il Primo Cinese Medio e la pronuncia nelle lingue sino-xeniche/della sinosfera: si pensi agli hanzi, kanji, hanja e chu' Nom). |

La modulazione tonale viene indicata con un diacritico sopra (o sotto, in un caso) le vocali. In dittonghi e trittonghi, il tono si modula principalmente sulla lettera che ha il diacritico. I toni sono sei e sono qui spiegati prendendo come punto di partenza la pronuncia meridionale di Saigon/Ho Chi Minh City (questa varietà è più conservativa in suoni e più precisa nella differenziazione delle lettere. Assomiglia cioè di più al Vietnamita Medio ed è utile quando si fanno studi sulla pronuncia sino-vietnamita antica, legata perlopiù al Primo Cinese Medio e al chu' Nom). Se la vocale ha già un diacritico, quello tonale si accavalla in cima. Innanzitutto, senza forzare la voce, bisogna dividere la propria tessitura vocale in tre registri: acuto, medio, grave. Dopodiché:
- se non si trova nessun segno, è un tono piatto nel registro medio e assomiglia al primo tono del putonghua, traslato nel registro medio (ex. "ba". Una delle lingue tonali più famose al mondo è il cinese standard, insieme a uno dei suoi dialetti più prestigiosi e conservativi, il cantonese);
- se c'è l'accento acuto è un tono crescente dal registro medio a quello acuto, come il secondo tono nel putonghua (ex. "bá");
- se c'è uno svolazzo piegato sopra la vocale, dal registro medio si scende e risale sempre nel registro medio (ex. "bả"), quasi a ricordare una versione monca del terzo tono del putonghua e il suo diacritico ruotato;
- se c'è un accento grave, è un tono decrescente che dal registro medio si scende al grave (ex. "bà"), quasi a ricordare una versione monca del quarto tono del putonghua;
- se c'è un punto sotto la vocale, è un tono crescente cupo dal registro grave al registro medio (ex. "bạ"), che si può immaginare come una traslazione del secondo tono del putonghua in un registro più basso; il punto messo in basso sembra suggerire di partire da un'intonazione bassa.
- L'ultimo tono è il più interessante perché, nella pronuncia curata, coinvolge il colpo di glottide/stacco glottale/glottal stop, in cui si serra la valvola che si ha in gola e si emette un colpetto di tosse che lo spezza in due parti: è il tono crescente glottalizzato. Per la precisione, quando si vede un tilde sopra la vocale, si intona la vocale grossomodo nel registro medio, dopodiché si interrompe il flusso di voce serrando la glottide e, nello stesso momento in cui si emette il colpo di glottide, la vocale è subito pronunciata e intonata nel registro acuto (ex. "bã" ˦ˀ˥. Il trattino orizzontale indica l'altezza/registro). L'andamento a zig-zag del tilde indica come sia spezzato in due parti.